# Método dos elementos finitos em mecânica estrutural
O método dos elementos finitos (em inglês:  finite element method - FEM) é uma técnica poderosa desenvolvida originalmente para a solução numérica de problemas complexos em mecânica estrutural, e permanece sendo o método de escolha para a solução numérica de sistemas complexos. No FEM o sistema estrutural é modelado por um conjunto de elementos finitos apropriados, interconectados em pontos discretos chamados nós. Os elementos podem ter propriedades físicas como por exemplo espessura, coeficiente de dilatação térmica, densidade, módulo de Young, módulo de cisalhamento e coeficiente de Poisson.

## História
A origem do método dos elementos finitos pode ser traçada à análise matricial de estruturas, onde o conceito de um deslocamento ou matriz de rigidez é introduzido. Conceitos de elementos finitos foram desenvolvidos com base em métodos de engenharia na década de 1950. O FEM obteve seu real ímpeto nas décadas de 1960 e 1970 por John Argyris e colaboradores, na Universidade de Stuttgart; por Ray Clough na Universidade da Califórnia em Berkeley, por Olgierd Zienkiewicz e seus colaboradores Ernest Hinton e Bruce Irons na Universidade de Swansea, por Philippe G. Ciarlet na Universidade Pierre e Marie Curie, por Richard Gallagher e colaboradores na Universidade Cornell. Os trabalhos originais de Argyris e Clough tornaram-se os fundamentos para os atuais métodos de análise estrutural pelo método dos elementos finitos. Livros mais antigos como o de Zienkiewicz e livros mais recentes como o de Yang apresentam sumários sobre os desenvolvimentos da análise estrutural por elementos finitos. A implementação computacional do método é descrita no texto clássico de Smith, Griffiths e Margetts.

## Propriedades dos elementos
- Elementos unidimensionais retos ou curvos com propriedades físicas como rigidezes axial, de flexão e de torção. Este tipo de elemento é adequado para a modelagem de cabos, suportes, treliças, vigas, enrijecedores, grades e pórticos. Os elementos retos geralmente têm dois nós, um em cada extremidade, enquanto os elementos curvos precisam de pelo menos três nós, incluindo os nós das extremidades. Os elementos são posicionados no eixo centroidal dos membros reais.
- Elementos bidimensionais que resistem apenas a forças no plano por ação de membrana (estado plano de tensões (EPT) e estado plano de deformações (EPD)) e placas, que resistem a cargas transversais por cisalhamento transversal e ação de flexão (placas e cascas). Podem ter uma variedade de formas, como triângulos planos e curvos e quadriláteros. Os nós geralmente são colocados nos cantos do elemento e, se necessário, para maior precisão, nós adicionais podem ser colocados ao longo das bordas do elemento ou até mesmo ni interior do elemento. Os elementos são posicionados na superfície média da espessura.
- Elementos com a forma de toro como membranas, placas espessas, cascas e sólidos. As seções transversais dos elementos são similares aos tipos previamente descritos: 1D para placas e cascas finas, e 2D para sólidos, placas e cascas espessas.
- Elementos tri-dimensionais como componentes de máquinas, barragens e massas sólidas. As formas comuns dos elementos incluem tetraedros e hexaedros. Nós são localizados nos vértices e possivelmente nas faces ou interior dos elementos.

### Interconecção e deslocamento de elementos
Os elementos são interconectados apenas nos nós exteriores, e a totalidade deles deve cobrir o domínio inteiro o mais precisamente possível. Os nós tem deslocamentos (vetor) ou graus de liberdade, que podem incluir translações, rotações e até derivadas de ordem superior dos deslocamentos. Quando os nós deslocam, eles arrastam os elementos de uma certa maneira ditada pela formulação do elemento. Em outras palavras, os deslocamentos de quaisquer pontos no elemento serão interpolados a partir dos deslocamentos nodais, e essa é a principal razão para a natureza aproximada da solução.

## Considerações práticas
Do ponto de vista de aplicações, é importante modelar o sistema tal que:
- Condições de simetria ou anti-simetria são exploradas a fim de reduzir o tamanho do modelo.
- Compatibilidade de deslocamentos, incluindo qualquer descontinuidade requerida, é garantida nos nós, e preferivelmente, ao longo dos lados do elemento também, particularmente quando elementos adjacentes são de diferentes tipos, materiais ou espessuras.
- O comportamento dos elementos deve captar as ações dominantes do sistema real, tanto local quanto globalmente.
- A malha de elementos deve ser suficientemente refinada a fim de produzir precisão aceitável. Para testar a precisão é refinada até que resultados importantes apresentem pequenas mudanças. Para grande precisão a razão de aspecto dos elementos deve ser o mais próximo possível da unidade, e elementos pequenos são usados nas partes de grandes gradientes de tensão.

Pacotes comerciais de grande escala frequentemente dispõem de facilidades para gerar a malha, e gráficos das entradas e saídas facilitam enormemente a verificação de ambos e interpretação dos resultados.

## Visão teórica da formulação de deslocamento do FEM: Dos elementos, para o sistema, para a solução
Enquanto a teoria do FEM pode ser apresentada em diferentes perspectivas ou ênfases, seu desenvolvimento para análise estrutural segue a abordagem mais tradicional via o princípio dos trabalhos virtuais ou o princípio do mínimo da energia potencial total. A abordagem pelo princípio dos trabalhos virtuais é mais geral por ser aplicável para comportamento material linear e não-linear. O método dos trabalhos virtuais é uma expressão da conservação da energia: para sistemas conservativos, o trabalho adicionado ao sistema por um conjunto de forças aplicadas é igual à energia armazenada no sistema na forma de energia de deformação dos componentes da estrutura.
O princípio dos deslocamentos virtuais para o sistema estrutural expressa a identidade matemática de trabalho virtual externo e interno:
{\displaystyle {\mbox{Trabalho virtual externo}}=\int _{V}\delta {\boldsymbol {\epsilon }}^{T}{\boldsymbol {\sigma }}\,dV\,.\qquad \mathrm {(1)} }
Em outras palavras, a soma do trabalho feito sobre o sistema pelo conjunto de forças externas é igual ao trabalho armazenado como energia de deformação nos elementos que compõem o sistema.
O trabalho virtual interno no lado direito da equação acima pode ser encontrado somando o trabalho virtual feito sobre os elementos individuais. O último requer que funções força-deslocamento sejam usadas que descrevam a resposta para cada elemento individual. Assim, o deslocamento da estrutura é descrito pela resposta coletiva de elementos individuais (discretos). As equações são escritas somente para o pequeno domínio dos elementos individuais da estrutura ao invés de uma simples equação que descreve a resposta do sistema como um todo (um continuum). O último resultaria em um problema intratável, assim a utilidade do método dos elementos finitos. Como mostrado nas sessões subsequentes, a Eq. (1) leva à seguinte equação governante de equilíbrio para o sistema:
{\displaystyle \mathbf {R} =\mathbf {Kr} +\mathbf {R} ^{o}\qquad \qquad \qquad \mathrm {(2)} }
sendo
{\displaystyle \mathbf {R} } = vetor de forças nodais, representando as forças internas aplicadas ao sistema de nós.
{\displaystyle \mathbf {K} } = matriz de rigidez do sistema, que representa o efeito coletivo das matrizes de rigidez dos elementos individuais :{\displaystyle \mathbf {k} ^{e}}.
{\displaystyle \mathbf {r} } = vetor dos deslocamentos nodais do sistema.
{\displaystyle \mathbf {R} ^{o}} = vetor de forças nodais equivalentes, representando todos os efeitos além das forças nodais que já estão incluídas no precedente vetor de forças nodais R. Estes efeitos externos podem incluir forças superficiais distribuídas ou concentradas, forças de corpo, efeitos térmicos, tensões e deformações iniciais.
Considerando as restrições dos suportes, os deslocamentos nodais são determinados resolvendo o sistema de equações lineares (2), simbolicamente:
{\displaystyle \mathbf {r} =\mathbf {K} ^{-1}(\mathbf {R} -\mathbf {R} ^{o})\qquad \qquad \qquad \mathrm {(3)} }
Subsequentemente, as deformações e as tensões em elementos individuais podem ser determinadas como:
{\displaystyle \mathbf {\epsilon } =\mathbf {Bq} \qquad \qquad \qquad \qquad \mathrm {(4)} }
{\displaystyle \mathbf {\sigma } =\mathbf {E} (\mathbf {\epsilon } -\mathbf {\epsilon } ^{o})+\mathbf {\sigma } ^{o}=\mathbf {E} (\mathbf {Bq} -\mathbf {\epsilon } ^{o})+\mathbf {\sigma } ^{o}\qquad \qquad \qquad \mathrm {(5)} }
onde
{\displaystyle \mathbf {q} } = vetor de deslocamentos nodais--um subconjunto do vetor de deslocamentos do sistema r que pertence ao elemento em consideração.
{\displaystyle \mathbf {B} } = matriz deformação-deslocamento que transforma deslocamentos nodais q em deformações em qualquer ponto do elemento.
{\displaystyle \mathbf {E} } = matriz de elasticidade que transforma deformações efetivas em tensões em qualquer ponto do elemento.
{\displaystyle \mathbf {\epsilon } ^{o}} = vetor de deformações iniciais do elemento.
{\displaystyle \mathbf {\sigma } ^{o}} = vetor de tensões iniciais do elemento.
Aplicando a equação do princípio dos trabalhos virtuais (1) ao sistema, é possível estabelecer as matrizes do elemento {\displaystyle \mathbf {B} }, {\displaystyle \mathbf {k} ^{e}} bem como as técnicas de montagem das matrizes do sistema {\displaystyle \mathbf {R} ^{o}} e {\displaystyle \mathbf {K} }. Outras matrizes como {\displaystyle \mathbf {\epsilon } ^{o}}, {\displaystyle \mathbf {\sigma } ^{o}}, {\displaystyle \mathbf {R} } e {\displaystyle \mathbf {E} } são valores conhecidos e podem ser diretamente ajustadas a partir dos dados de entrada.

## Interpolação ou funções de forma
Seja {\displaystyle \mathbf {q} } o vetor de deslocamentos nodais de um elemento típico. Os deslocamentos em qualquer outro ponto do elemento pode ser encontrado pelo uso de funções de interpolação na forma
{\displaystyle \mathbf {u} =\mathbf {N} \mathbf {q} \qquad \qquad \qquad \mathrm {(6)} }
sendo
{\displaystyle \mathbf {u} }: vetor de deslocamentos em qualquer ponto {x,y,z} do elemento;
{\displaystyle \mathbf {N} }: matriz de funções de interpolação.
A Eq. (6) origina outras quantidades de grande interesse:
- Deslocamentos virtuais que são uma função dos deslocamentos nodais virtuais: {\displaystyle \delta \mathbf {u} =\mathbf {N} \delta \mathbf {q} \qquad \qquad \qquad \mathrm {(6b)} }
- Deformações nos elementos que resultam dos deslocamentos nodais dos elementos:{\displaystyle \mathbf {\epsilon } =\mathbf {Du} =\mathbf {DNq} \qquad \qquad \qquad \qquad \mathrm {(7)} }

sendo {\displaystyle \mathbf {D} } a matriz de relações deformações-deslocamentos usando a teoria da elasticidade. A Eq. (7) mostra que a matriz B em (4) é
{\displaystyle \mathbf {B} =\mathbf {DN} \qquad \qquad \qquad \qquad \mathrm {(8)} }
- Deformações virtuais consistentes com os deslocamentos nodais virtuais dos elementos: {\displaystyle \delta {\boldsymbol {\epsilon }}=\mathbf {B} \delta \mathbf {q} \qquad \qquad \qquad \qquad \mathrm {(9)} }

## Trabalho virtual interno em um elemento típico
Para um elemento de volume típico {\displaystyle V^{e}}, o trabalho virtual interno devido aos deslocamentos virtuais é obtido substituindo as Eqs. (5) e (9) em (1):
{\displaystyle {\mbox{Trabalho virtual interno}}=\int _{V^{e}}\delta {\boldsymbol {\epsilon }}^{T}{\boldsymbol {\sigma }}\,dV^{e}=\delta \ \mathbf {q} ^{T}\int _{V^{e}}\mathbf {B} ^{T}{\big \{}\mathbf {E} (\mathbf {Bq} -\mathbf {\epsilon } ^{o})+\mathbf {\sigma } ^{o}{\big \}}\,dV^{e}\qquad \mathrm {(10)} }

### Matrizes dos elementos
Primeiramente por conveniência de referência as seguintes matrizes pertencentes a um elemento típico são definidas:
Matriz de rigidez do elemento {\displaystyle \mathbf {K} ^{e}=\int _{V^{e}}\mathbf {B} ^{T}\mathbf {E} \mathbf {B} \,dV^{e}\qquad \mathrm {(11)} }
Vetor de carga equivalente do elemento {\displaystyle \mathbf {Q} ^{oe}=\int _{V^{e}}-\mathbf {B} ^{T}{\big (}\mathbf {E} \mathbf {\epsilon } ^{o}-\mathbf {\sigma } ^{o}{\big )}\,dV^{e}\qquad \mathrm {(12)} }
Estas matrizes são normalmente calculadas numericamente usando quadratura gaussiana para integração numérica. Seu uso simplifica (10) para
{\displaystyle {\mbox{Trabalho virtual interno}}=\delta \ \mathbf {q} ^{T}{\big (}\mathbf {K} ^{e}\mathbf {q} +\mathbf {Q} ^{oe}{\big )}\qquad \mathrm {(13)} }

### Trabalho virtual do elemento em termos do sistema de deslocamentos nodais
Como o vetor de deslocamentos nodais q é um subconjunto dos deslocamentos nodais do sistema r, podemos trocar q por r expandindo o tamanho das matrizes dos elementos com novas colunas e linhas de zeros:
{\displaystyle {\mbox{Trabalho virtual interno}}=\delta \ \mathbf {r} ^{T}{\big (}\mathbf {K} ^{e}\mathbf {r} +\mathbf {Q} ^{oe}{\big )}\qquad \mathrm {(14)} }
onde, por simplicidade, foram usados os mesmos símbolos para as matrizes dos elementos, que agora tem tamanho expandido bem como rearranjo adequado de linhas e colunas.

## Trabalho virtual do sistema
Summing the internal virtual work (14) for all elements gives the right-hand-side of (1):
{\displaystyle {\mbox{System internal virtual work}}=\sum _{e}\delta \ \mathbf {r} ^{T}{\big (}\mathbf {k} ^{e}\mathbf {r} +\mathbf {Q} ^{oe}{\big )}=\delta \ \mathbf {r} ^{T}{\big (}\sum _{e}\mathbf {k} ^{e}{\big )}\mathbf {r} +\delta \ \mathbf {r} ^{T}\sum _{e}\mathbf {Q} ^{oe}\qquad \mathrm {(15)} }
Considering now the left-hand-side of (1), the system external virtual work consists of:
- The work done by the nodal forces R: {\displaystyle \delta \ \mathbf {r} ^{T}\mathbf {R} \qquad \mathrm {(16)} }
- The work done by external forces {\displaystyle \mathbf {T} ^{e}} on the part {\displaystyle \mathbf {S} ^{e}} of the elements' edges or surfaces, and by the body forces {\displaystyle \mathbf {f} ^{e}}

{\displaystyle \sum _{e}\int _{S^{e}}\delta \ \mathbf {u} ^{T}\mathbf {T} ^{e}\,dS^{e}+\sum _{e}\int _{V^{e}}\delta \ \mathbf {u} ^{T}\mathbf {f} ^{e}\,dV^{e}}
Substitution of (6b) gives:
{\displaystyle \delta \ \mathbf {q} ^{T}\sum _{e}\int _{S^{e}}\mathbf {N} ^{T}\mathbf {T} ^{e}\,dS^{e}+\delta \ \mathbf {q} ^{T}\sum _{e}\int _{V^{e}}\mathbf {N} ^{T}\mathbf {f} ^{e}\,dV^{e}}
or {\displaystyle -\delta \ \mathbf {q} ^{T}\sum _{e}(\mathbf {Q} ^{te}+\mathbf {Q} ^{fe})\qquad \mathrm {(17a)} }
where we have introduced additional element's matrices defined below:
{\displaystyle \mathbf {Q} ^{te}=-\int _{S^{e}}\mathbf {N} ^{T}\mathbf {T} ^{e}\,dS^{e}\qquad \mathrm {(18a)} }
{\displaystyle \mathbf {Q} ^{fe}=-\int _{V^{e}}\mathbf {N} ^{T}\mathbf {f} ^{e}\,dV^{e}\qquad \mathrm {(18b)} }
Again, numerical integration is convenient for their evaluation. A similar replacement of q in (17a) with r gives, after rearranging and expanding the vectors {\displaystyle \mathbf {Q} ^{te},\mathbf {Q} ^{fe}}:
{\displaystyle -\delta \ \mathbf {r} ^{T}\sum _{e}(\mathbf {Q} ^{te}+\mathbf {Q} ^{fe})\qquad \mathrm {(17b)} }